# Superliga de India
La Superliga de India (en inglés, Indian Super League) conocida también por motivos de patrocinio como Hero Indian Super League, es la máxima categoría profesional de fútbol en la India. Actualmente es organizada por la Federación de Fútbol de la India (AIFF), en colaboración con el grupo Football Sports Development Limited. Desde 2017 está reconocida por la Confederación Asiática de Fútbol.
La liga fue fundada en 2014 por iniciativa privada y al margen de la Federación, bajo un modelo de franquicias deportivas. En sus primeras temporadas estuvo enfrentada al sistema de ligas de la AIFF, cuya máxima categoría era la Liga I, pero el mayor seguimiento de la ISL propició que ambas partes llegasen a un acuerdo. En su momento el torneo fue promocionado como una oportunidad para que la selección nacional pudiese mejorar sus resultados, y los clubes han hecho esfuerzos para atraer a estrellas internacionales en sus últimos años de carrera. Desde la temporada 2022-23, la ISL es la máxima división del fútbol indio.

## Historia
Antes de que se crease la Superliga, la Federación de Fútbol de la India había impulsado en 1996 un torneo semiprofesional, la Liga Nacional de Fútbol, que fue reemplazada en 2007 por la Liga I. Ninguna de las dos competencias sirvió para aumentar la popularidad de este deporte en el país, donde los aficionados preferían seguir las ligas extranjeras u otros deportes como el críquet.
En 2010 la Federación vendió los derechos televisivos de la Liga I a una alianza formada por el grupo estadounidense IMG World y la corporación india Reliance Industries, por 700 crores de rupias durante quince temporadas. Los nuevos dueños plantearon la creación de un nuevo campeonato nacional con franquicias deportivas, a imagen y semejanza de la liga de primera división de críquet. Este plan contó con la oposición de los clubes participantes en la Liga I porque sentían amenazada su continuidad, pero IMG-Reliance logró sacarlo adelante y el 21 de octubre de 2013 anunció oficialmente la nueva Superliga de India, presentada como parte de un ambicioso plan para mejorar el desempeño futbolístico del país. Entre los objetivos fundacionales, la ISL aspiraba a crear un torneo atractivo para la afición local, establecer nuevos estándares de administración deportiva, y lograr que la India pudiese clasificarse para la Copa Mundial de Fútbol de 2026.
A diferencia de lo que sucedía en la I-League, donde la mayoría de clubes estaban centrados en Bengala Occidental, la organización limitó una franquicia por ciudad y sacó las plazas disponibles a subasta, con una garantía de exclusividad de diez años. En abril de 2014 se desveló que las ciudades seleccionadas eran Bangalore, Bombay, Calcuta, Cochín, Delhi, Goa, Guwahati y Pune. No obstante, Bangalore fue reemplazada al poco tiempo por Chennai. La plaza más disputada fue la de Calcuta, que recayó en un grupo inversor formado por el Atlético de Madrid, la estrella del críquet Sourav Ganguly y varios empresarios locales. En otros casos fueron a parar a multinacionales indias, actores de Bollywood e incluso consorcios de clubes de la I-League.
Los equipos debutantes de la temporada 2014 fueron el Atlético de Calcuta (ATK), Chennaiyin, Delhi Dynamos, F. C. Goa, Kerala Blasters, Mumbai City, NorthEast United y Pune City. Para atraer aficionados locales se permitió que cada equipo pudiera fichar a ocho futbolistas extranjeros, uno de ellos sin límite salarial. De este modo, la temporada inaugural contó con estrellas como Alessandro Del Piero, Robert Pirès, Elano, Fredrik Ljungberg, Joan Capdevila, David Trezeguet, Nicolas Anelka y Luis García. Además, la AIFF llegó a un acuerdo con la Liga I para garantizar la coexistencia de ambos torneos: la ISL se desarrollaría a finales de año sus clubes no podrían disputar competiciones internacionales, mientras que la Liga I se jugaría de diciembre a mayo y sería la única reconocida por la Confederación Asiática de Fútbol (AFC).
En 2017, después de tres temporadas, la Confederación Asiática reconoció a la Superliga y a la Liga I como máximas categorías del fútbol indio, instando a un acuerdo de fusión entre ambos torneos. Además se confirmó la ampliación a diez equipos gracias a dos nuevas franquicias en Bangalore (Bengaluru F. C.) y Jamshedpur (Jamshedpur F. C.). En la temporada 2019-20 hubo dos cambios de franquicia: el Pune City dejó de existir y su plaza fue ocupada por el Hyderabad F. C., mientras que el Delhi Dynamos se mudó a Bhubaneswar y se convirtió en el Odisha F. C.
En 2021 se produjo la incorporación de los dos clubes de fútbol con más tradición de Calcuta, ambos procedentes de la Liga I: el Mohun Bagan y el East Bengal. En el primer caso, los dueños del Atlético de Calcuta adquirieron el club de fútbol del Mohun Bagan y fusionaron ambas entidades en el «ATK Mohun Bagan», con el escudo y colores sociales de la entidad más veterana, mientras que el East Bengal se incorporó como franquicia de expansión. Esta medida suponía también un cambio en la estrategia de ISL, pues suponía consolidarse en los mercados donde el fútbol tenía mayor aceptación.

## Participantes
La Indian Super League (ISL) cuenta con trece equipos. Desde la temporada 2024-25 se ha implementado un sistema de ascensos y descensos para integrar a los clubes de la I-League y dar una oportunidad a las categorías inferiores.
Originalmente, la liga permitía un solo equipo por ciudad en un sistema de franquicias cerradas, que se otorgaron a través de una subasta pública para determinar la propiedad de cada club. Las franquicias debían incluir inversores indios en el accionariado y tenían un precio mínimo de 12 millones de rupias; la candidatura de **Calcuta** alcanzó los 18 millones. En la temporada 2020-21, se integraron los clubes tradicionales de Calcuta: el Mohun Bagan y el East Bengal.
En la historia de la ISL, tres equipos han abandonado la liga:
- FC Pune City (2014-2018) por razones financieras, siendo reemplazado por Hyderabad FC.
- Delhi Dynamos (2014-2018), trasladado a Odisha y renombrado como Odisha FC.
- ATK (2014-2020), que se fusionó con Mohun Bagan para formar el actual Mohun Bagan Super Giant.

### Temporada 2024-25
| Club                    | Ciudad                      | Estadio                            | Capacidad |
| ----------------------- | --------------------------- | ---------------------------------- | --------- |
| Bengaluru FC            | Bangalore, Karnataka        | Estadio Sree Kanteerava            | 25 000    |
| Chennaiyin FC           | Chennai, Tamil Nadu         | Estadio Jawaharlal Nehru (Chennai) | 26 000    |
| East Bengal FC          | Calcuta, Bengala Occidental | Estadio East Bengal                | 25 000    |
| FC Goa                  | Margao, Goa                 | Estadio Fatorda                    | 19 000    |
| Hyderabad FC            | Hyderabad, Telangana        | Estadio G.M.CBalayogi              | 30 000    |
| Jamshedpur FC           | Jamshedpur, Jharkhand       | JRD Tata Sports Complex            | 24 000    |
| Kerala Blasters FC      | Cochín, Kerala              | Estadio Jawaharlal Nehru (Kochi)   | 38 000    |
| Mohun Bagan Super Giant | Calcuta, Bengala Occidental | Estadio Mohun Bagan                | 20 000    |
| Mumbai City FC          | Bombay, Maharastra          | Mumbai Football Arena              | 18 000    |
| NorthEast United FC     | Guwahati, Assam             | Estadio Indira Gandhi              | 24 000    |
| Odisha FC               | Bhubaneshwar, Odisha        | Estadio Kalinga                    | 15 000    |
| Punjab FC               | Ludhiana, Punjab            | Estadio Guru Nanak                 | 15 000    |
| Mohammedan SC           | Calcuta, Bengala Occidental | Estadio Mohammedan                 | 22 000    |

## Sistema de competición

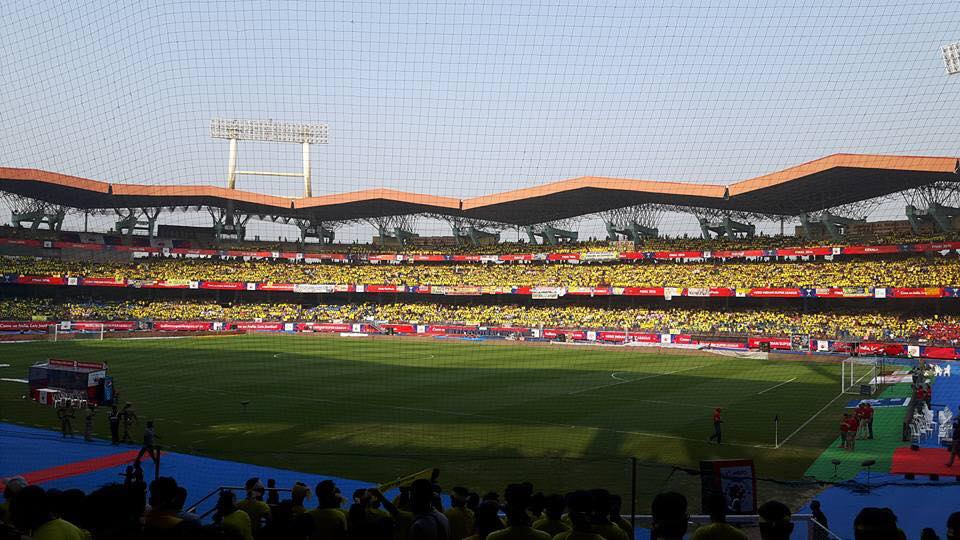
Interior del Estadio Jawaharlal Nehru de Cochín durante la final de la Superliga de 2016.

La Superliga de India es la máxima categoría del sistema masculino de ligas de fútbol de la India. El torneo es organizado por la Federación de Fútbol de la India (AIFF), en colaboración con el grupo Football Sports Development Limited. La competición consta de dos fases, participan once equipos y cada temporada comienza en noviembre para terminar en marzo del año siguiente.
En la liga regular, los once equipos se enfrentan todos contra todos en dos ocasiones —una en campo propio y otra en campo contrario— hasta sumar 20 jornadas. El orden de los encuentros se decide por sorteo antes de empezar la competición. La clasificación se establece con arreglo a la puntuación obtenida por cada equipo al término del campeonato. Los equipos obtienen tres puntos por cada partido ganado, un punto por cada empate y ningún punto por los partidos perdidos. Si al finalizar el campeonato dos equipos igualan a puntos, los mecanismos para desempatar la clasificación son los siguientes:
1. El que tenga una mayor diferencia entre goles a favor y en contra según el resultado de los partidos jugados entre ellos.
2. El que tenga la mayor diferencia de goles a favor teniendo en cuenta todos los obtenidos y recibidos en el transcurso de la competición.
3. El club que haya marcado más goles.

Al término de esta etapa, los cuatro mejores equipos se clasifican para una eliminatoria por el título (ISL Playoffs), en la que quedarán encuadrados según su puesto: primero contra cuarto y segundo contra tercero. Las semifinales se disputan a ida y vuelta, con factor de campo para el mejor clasificado, mientras que la final es a partido único en una sede neutral. El vencedor se proclamará campeón de liga.
Los clubes de la Superliga pueden disputar competiciones de la Confederación Asiática de Fútbol desde 2018. La clasificación se establece con arreglo a la posición obtenida en la fase regular. El campeón de la liga regular obtiene una plaza en la fase de grupos de la Liga de Campeones de la AFC, mientras que el segundo clasificado disputará el mismo torneo desde la fase eliminatoria. La organización sigue un sistema de participación cerrada y se reserva el derecho a aceptar clubes según las condiciones impuestas.

### Inscripción de futbolistas
Desde la temporada 2021-22, los clubes pueden inscribir hasta 35 futbolistas en el primer equipo, con al menos tres porteros registrados. Es obligatorio que cada equipo cuente con un mínimo de cuatro jugadores naturales de la región a la que se representa.
Hay reglas que establecen cuotas para los futbolistas nacionales: todos los equipos deben contar con al menos siete jugadores indios sobre el campo, y si alguien viola la norma se aplicará una derrota. De esos siete futbolistas, al menos dos deberán ser naturales de la región a la que se representa. No cumplir esta norma supone una derrota administrativa; la única salvedad se produce cuando se agotan los cambios y uno de los jugadores nacionales cae lesionado o es expulsado.
Respecto a los futbolistas extranjeros, la organización permite un máximo de seis por plantilla: cinco de cualquier país y una plaza extra para federaciones afiliadas a la Confederación Asiática. Solo puede haber un máximo de cuatro extranjeros sobre el campo. Existe un límite salarial común para las plantillas, pero la liga permite que cada equipo pueda fichar a un jugador extranjero excluido del tope salarial —regla del jugador franquicia—, facilitando así la incorporación de estrellas internacionales.
Si bien la ISL había destacado en sus primeras temporadas por permitir más extranjeros que otras ligas asiáticas, tuvo que adaptarse a las normas de la Confederación Asiática tras su incorporación en 2017.

## Historial
| Temporada | Campeón             | Resultado      | Subcampeón       | Liga regular     |
| --------- | ------------------- | -------------- | ---------------- | ---------------- |
| 2014      | Atlético de Kolkata | 1-0            | Kerala Blasters  | Chennaiyin F. C. |
| 2015      | Chennaiyin F. C.    | 3-2            | F. C. Goa        | F. C. Goa        |
| 2016      | Atlético de Kolkata | 1-1 (4:3 pen.) | Kerala Blasters  | Mumbai City      |
| 2017-18   | Chennaiyin F. C.    | 3-2            | Bengaluru F. C.  | Bengaluru F. C.  |
| 2018-19   | Bengaluru F. C.     | 1-0            | F. C. Goa        | Bengaluru F. C.  |
| 2019-20   | ATK                 | 3-1            | Chennaiyin F. C. | F. C. Goa        |
| 2020-21   | Mumbai City         | 2-1            | ATK Mohun Bagan  | Mumbai City      |
| 2021-22   | Hyderabad F.C.      | 1-1 (3:1 pen.) | Kerala Blasters  | Jamshedpur F.C.  |
| 2022-23   | ATK Mohun Bagan     | 2-2 (4:3 pen.) | Bengaluru F. C.. | Mumbai City      |
| 2023-24   | Mumbai City         | 3-1            | ATK Mohun Bagan  | ATK Mohun Bagan  |
| 2024-25   | Mohun Bagan SG      | 2-1            | Bengaluru F. C.. | Mohun Bagan SG   |

### Palmarés
| Equipo                  | Títulos | Subtítulos | Años campeón     | Años subcampeón |
| ----------------------- | ------- | ---------- | ---------------- | --------------- |
| ATK                     | 3       | 1          | 2014, 2016, 2020 | 2021, 2023      |
| Mohun Bagan Super Giant | 2       | 2          | 2023, 2025       | 2021, 2024      |
| Chennaiyin F. C.        | 2       | 1          | 2015, 2018       | 2020            |
| Mumbai City             | 2       | -          | 2021, 2024       | -               |
| Bengaluru F. C.         | 1       | 2          | 2019             | 2018, 2025      |
| Hyderabad F.C.          | 1       | -          | 2022             | -               |
| Kerala Blasters         | -       | 1          | -                | 2022            |

## Estadísticas

### Clasificación histórica
| Pos |  | Club             | Temporadas | Puntos | PJ  | PG | PE | PP  | Títulos |
| --- |  | ---------------- | ---------- | ------ | --- | -- | -- | --- | ------- |
| 1   |  | F. C. Goa        | 7          | 209    | 130 | 58 | 35 | 37  | -       |
| 2   |  | Mumbai City      | 7          | 183    | 123 | 51 | 30 | 42  | 1       |
| 3   |  | Chennaiyin F. C. | 7          | 169    | 127 | 44 | 37 | 46  | 2       |
| 4   |  | ATK              | 6          | 155    | 107 | 40 | 35 | 32  | 3       |
| 5   |  | NorthEast United | 7          | 144    | 120 | 35 | 39 | 46  | -       |
| 6   |  | Odisha F. C.     | 7          | 141    | 120 | 40 | 19 | 23  | -       |
| 7   |  | Bengaluru F. C.  | 4          | 139    | 82  | 31 | 44 | 47  | 1       |
| 8   |  | Kerala Blasters  | 7          | 137    | 122 | 31 | 44 | 47  | -       |
| 9   |  | Pune City        | 5          | 100    | 80  | 27 | 19 | 34  | -       |
| 10  |  | Jamshedpur F. C. | 4          | 98     | 74  | 24 | 26 | 24  | -       |
| 11  |  | ATK Mohun Bagan  | 1          | 44     | 13  | 5  | 5  | 916 | -       |
| 12  |  | Hyderabad F. C.  | 2          | 39     | 38  | 8  | 15 | 15  | -       |
| 13  |  | East Bengal      | 1          | 17     | 20  | 3  | 8  | 9   |         |

1. Sistema de puntuación con tres puntos por victoria. En cursiva, equipos desaparecidos.
2. El Odisha Football Club compitió como Delhi Dynamos desde 2014 hasta 2019.

### Tabla histórica de goleadores
Nota: Contabilizados los partidos y goles según actas oficiales. En negrita, futbolistas en activo.
| \| Pos. \| Jugador \| G. \| Part. \| Prom. \| Debut \| Equipo de debut \| Otros clubes \| \| ---- \| ------------------- \| -- \| ----- \| ----- \| ----- \| --------------------- \| -------------------------------------------------------- \| \| 1 \| Ferrán Corominas \| 48 \| 57 \| 0.84 \| 2017 \| F. C. Goa (48) \| \| \| 1 \| Sunil Chhetri \| 48 \| 94 \| 0.5 \| 2015 \| Mumbai City (7) \| Bengaluru F. C. (40) \| \| 3 \| Bartholomew Ogbeche \| 35 \| 57 \| 0.61 \| 2018 \| NorthEast United (12) \| Kerala Blasters (15), Mumbai City (8) \| \| 4 \| Marcelinho \| 33 \| 79 \| 0.42 \| 2016 \| Delhi Dynamos (10) \| Pune City (14), Hyderabad F. C. (7), ATK Mohun Bagan (2) \| \| 5 \| Roy Krishna \| 29 \| 44 \| 0.66 \| 2019 \| ATK (15) \| ATK Mohun Bagan (14) \| \| 6 \| Iain Hume \| 29 \| 69 \| 0.330 \| 2014 \| Kerala Blasters (10) \| ATK (18), Pune City (1) \| \| 7 \| Jeje Lalpekhlua \| 24 \| 76 \| 0.32 \| 2014 \| Chennaiyin F. C. (23) \| East Bengal (1) \| \| 8 \| Nerijus Valskis \| 23 \| 38 \| 0.61 \| 2019 \| Chennaiyin F. C. (15) \| Jamshedpur (8) \| \| 9 \| Miku \| 20 \| 33 \| 0.61 \| 2017 \| Bengaluru F. C. (20) \| \| \| 10 \| Aridane Santana \| 19 \| 32 \| 0.59 \| 2019 \| Odisha F. C. (9) \| Hyderabad F. C. (10) \| Estadísticas actualizadas hasta el 13 de marzo de 2021. |                     |    |       |       |       |                       |                                                          |
| Pos. | Jugador             | G. | Part. | Prom. | Debut | Equipo de debut       | Otros clubes                                             |
| 1 | Ferrán Corominas    | 48 | 57    | 0.84  | 2017  | F. C. Goa (48)        |                                                          |
| 1 | Sunil Chhetri       | 48 | 94    | 0.5   | 2015  | Mumbai City (7)       | Bengaluru F. C. (40)                                     |
| 3 | Bartholomew Ogbeche | 35 | 57    | 0.61  | 2018  | NorthEast United (12) | Kerala Blasters (15), Mumbai City (8)                    |
| 4 | Marcelinho          | 33 | 79    | 0.42  | 2016  | Delhi Dynamos (10)    | Pune City (14), Hyderabad F. C. (7), ATK Mohun Bagan (2) |
| 5 | Roy Krishna         | 29 | 44    | 0.66  | 2019  | ATK (15)              | ATK Mohun Bagan (14)                                     |
| 6 | Iain Hume           | 29 | 69    | 0.330 | 2014  | Kerala Blasters (10)  | ATK (18), Pune City (1)                                  |
| 7 | Jeje Lalpekhlua     | 24 | 76    | 0.32  | 2014  | Chennaiyin F. C. (23) | East Bengal (1)                                          |
| 8 | Nerijus Valskis     | 23 | 38    | 0.61  | 2019  | Chennaiyin F. C. (15) | Jamshedpur (8)                                           |
| 9 | Miku                | 20 | 33    | 0.61  | 2017  | Bengaluru F. C. (20)  |                                                          |
| 10 | Aridane Santana     | 19 | 32    | 0.59  | 2019  | Odisha F. C. (9)      | Hyderabad F. C. (10)                                     |

### Jugadores con más partidos
Nota: Contabilizados los partidos según actas oficiales. En negrita, futbolistas en activo.
| \| Pos. \| Jugador \| Part. \| Temp. \| Equipo de debut \| Otros clubes \| \| ---- \| ----------------- \| ----- \| --------------- \| ------------------- \| ---------------------------------------------------------------- \| \| 1 \| Mandar Rao Dessai \| 114 \| 2014 - 2021 (7) \| F. C. Goa \| Bengaluru F. C., Mumbai City \| \| 2 \| Narayan Das \| 107 \| 2014 - 2021 (7) \| F. C. Goa \| Pune City, Delhi Dynamos, Odisha F. C., East Benga, Chennaiyin \| \| 3 \| Lenny Rodrigues \| 106 \| 2014 - 2021 (7) \| Pune City \| Bengaluru F. C., F. C. Goa, ATK Mohun Bagan \| \| 4 \| Harmanjot Khabra \| 102 \| 2014 - 2021 (7) \| Chennaiyin F. C. \| Bengaluru F. C., Kerala Blasters \| \| 5 \| Sandesh Jhingan \| 98 \| 2014 - 2021 (7) \| Kerala Blasters \| Bengaluru F. C., ATK Mohun Bagan \| \| 6 \| Pritam Kotal \| 97 \| 2014 - 2021 (7) \| Pune City \| ATK, Delhi Dynamos, ATK Mohun Bagan \| \| 7 \| Subrata Pal \| 95 \| 2014 - 2021 (7) \| Mumbai City \| NorthEast United, Jamshedpur F. C., Hyderabad F. C., East Bengal \| \| 8 \| Amrinder Singh \| 95 \| 2015 - 2021 (6) \| Atlético de Kolkata \| Mumbai City, ATK Mohun Bagan \| \| 9 \| Sunil Chhetri \| 94 \| 2015 - 2021 (6) \| Mumbai City \| Bengaluru F. C. \| \| 10 \| Tiri \| 93 \| 2015 - 2021 (6) \| Atlético de Kolkata \| Jamshedpur F. C., ATK Mohun Bagan \| Estadísticas actualizadas hasta el 13 de marzo de 2021. |                   |       |                 |                     |                                                                  |
| Pos. | Jugador           | Part. | Temp.           | Equipo de debut     | Otros clubes                                                     |
| 1 | Mandar Rao Dessai | 114   | 2014 - 2021 (7) | F. C. Goa           | Bengaluru F. C., Mumbai City                                     |
| 2 | Narayan Das       | 107   | 2014 - 2021 (7) | F. C. Goa           | Pune City, Delhi Dynamos, Odisha F. C., East Benga, Chennaiyin   |
| 3 | Lenny Rodrigues   | 106   | 2014 - 2021 (7) | Pune City           | Bengaluru F. C., F. C. Goa, ATK Mohun Bagan                      |
| 4 | Harmanjot Khabra  | 102   | 2014 - 2021 (7) | Chennaiyin F. C.    | Bengaluru F. C., Kerala Blasters                                 |
| 5 | Sandesh Jhingan   | 98    | 2014 - 2021 (7) | Kerala Blasters     | Bengaluru F. C., ATK Mohun Bagan                                 |
| 6 | Pritam Kotal      | 97    | 2014 - 2021 (7) | Pune City           | ATK, Delhi Dynamos, ATK Mohun Bagan                              |
| 7 | Subrata Pal       | 95    | 2014 - 2021 (7) | Mumbai City         | NorthEast United, Jamshedpur F. C., Hyderabad F. C., East Bengal |
| 8 | Amrinder Singh    | 95    | 2015 - 2021 (6) | Atlético de Kolkata | Mumbai City, ATK Mohun Bagan                                     |
| 9 | Sunil Chhetri     | 94    | 2015 - 2021 (6) | Mumbai City         | Bengaluru F. C.                                                  |
| 10 | Tiri              | 93    | 2015 - 2021 (6) | Atlético de Kolkata | Jamshedpur F. C., ATK Mohun Bagan                                |